# Glauco Sansovini
Glauco Sansovini, né le 20 mai 1938 à Rocca San Casciano (Italie) et mort le 21 mai 2019 à Borgo Maggiore (Saint-Marin), est un homme politique saint-marinais.
Après 44 ans d'activités professionnelles dans des entreprises privées à Saint-Marin, il milite en politique et fonde en 2001 avec d'autres citoyens l'Alliance nationale. Élu au Grand Conseil général en 2001, il devient avec Marco Conti, l'un des deux capitaines-régents de la République de Saint-Marin du 1er avril au 1er octobre 2010.